# Bärbel Kreuz
Bärbel Kreuz (* 9. November 1955 in Leipzig) ist eine deutsche Kinderärztin und Politikerin (PDS). Sie gehörte der letzten Volkskammer der DDR an.

## Leben und Beruf
Kreuz wuchs in Cottbus auf. Dort besuchte sie die Polytechnische und die Erweiterte Oberschule, die sie mit dem Abitur abschloss. An der Karl-Marx-Universität Leipzig studierte sie Medizin, 1980 schloss sie als Diplom-Medizinerin ab. Sie kehrte nach Cottbus zurück, wo sie als Fachärztin für Kinderheilkunde sowie Funktionsärztin an der Kinderklinik des Bezirkskrankenhauses Cottbus tätig war. Daneben war sie Obfrau des Berufsverbands der Kinder- und Jugendärzte für den Bezirk Cottbus. Nach der Wiedervereinigung eröffnete sie eine eigene Praxis für Kinder- und Jugendmedizin in Cottbus.

## Politik
Kreuz wurde von ihrer Partei, der PDS, für die Volkskammerwahl 1990 auf Listenplatz 4 der Wahlkreisliste im Wahlkreis Cottbus aufgestellt. Über diesen zog sie in die Volkskammer ein, deren Mitglied sie bis zu deren Auflösung am 2. Oktober 1990 blieb.